# Paller de Boneta
Paller de Boneta és una obra de Barruera, al municipi de la Vall de Boí (Alta Ribagorça) inclosa a l'Inventari del Patrimoni Arquitectònic de Catalunya.

## Descripció
Paller obert cap a llevant, amb quadra adossada per la part posterior de ponent. L'estructura principal vista, està formada per un trespol de fusta i un tirant superior que forma un cavall sense puntal central. El pis superior es tancava amb taules clavades al cavall. Embigat de trèmol i avet.